# The Irregular at Magic High School
The Irregular at Magic High School (яп. 魔法科高校の劣等生, Махо:ка Ко:ко: но Ретто:сей, Нездара в старшій школі магії)) — японська серія ранобе автора Цутому Сато й ілюстратора Кана Ісіди. ASCII Media Works опублікував 15 томів під лейблом Dengeki Bunko з липня 2011 р. Існує п'ять манґа-адаптацій, опубліковані ASCII Media Works і Square Enix. Трансляція аніме-версії студії Madhouse тривала з 5 квітня по 27 вересня 2014. Мобільна гра Mahōka Kōkō no Rettōsei: School Magicus Battle і гра для PlayStation Vita під
назвою Mahōka Kōkō no Rettōsei: Out of Order розробника Namco Bandai Games анонсовані на Dengeki Game Festival 16 березня.

## Сюжет
Події розгортаються в світі, де існує магія, що використовується людством як технологія майже століття. Замість того, щоб творити заклинання зі співом або інші традиційні форми чаклунства, сучасні маги користуються допоміжним пристроєм, відомішим як CAD. Маги вливають у CAD так звані «псіони» (яп. 想子), буквально «думаючі частки»), прилад створює психічний феномен. Сам CAD забезпечує послідовність активації, що забезпечує застосування магії.
2095 рік. Тацуя Сіба та його сестра Міюкі Сіба — нові студенти, що вступили у приватний навчальний заклад — Старшу Школу Магії (Перша старша школа). Студенти ранжуються відповідно до їхніх результатів з тестування: студенти з кращими оцінками зараховані до 1-го курсу навчальної програми, а з гіршими балами зараховуються у 2-й курс. Ці потоки, як відомо в просторіччі (і проти шкільної політики) називаються «Квітками» і «Бур'янами». Міюкі потрапляє до представників першого курсу, в той час як Тацуя знаходиться в другому через його низьку оцінку з практичних тестів, попри найвищі у письмовій/теоретичній частини іспитів.

## Персонажі
- Тацуя Сіба (яп. 司波 達也)

Центральний чоловічий персонаж. Тацуя 175 см заввишки (178 см в томі 3), добре складений молодий хлопець, миротворець за характером у порівнянні з іншими персонажами. Він, як правило, майже не виражає емоцій і дуже рідко дивується або робить щось з ентузіазмом. В аніме у нього темне волосся, що досягає його ясних блакитних очей в декількох містах через нерівномірне скошування чубчиком. Тацуя носить зелену, білу та чорну шкільну форму, не маючи емблеми з восьми пелюстків квітки на піджаку під час свого першого року. Вдома він зазвичай одягається у непоказну чорну сорочку та штани.
Хоча в Тацуї слабкий ступінь емоцій, він добрий і дбайливий по відношенню до своїх друзів, хоча інколи і дратує деяких з них. Він також турбується про свою репутацію і має деяку гордість, бо не прагне привертати до себе увагу. У зв'язку з тим, що з ним поводяться, як з фальшивим магом, він завжди недооцінює свої магічні здібності, відчуває труднощі з прийняттям похвали та має невеликий комплекс неповноцінності. Його відсутність розуміння і досвіду в емоціях викликає в оточуючих масу непорозумінь. Оскільки Тацуя не має жодних спогадів про інші почуття з дитинства, він не знає, як реагувати на людей, коли вони посилають йому свої емоції, хвалять за особистість тощо.
Він не має здатність ненавидіти і не може відчувати будь-які сильні емоції, такі як гнів, відчай, заздрість, ненависть, відраза, обжерливість, хіть, лінь тощо. Єдиний природний аспект в ньому — емоція, яка залишилася — це його любов до своєї сестри. Через це, він, як правило, або дуже турботливий, або надмірно і повністю безжальний до тих, від кого існує загроза безпеці Міюкі. Для нього його світ обертається навколо неї, він любить її дуже дорого. В очах друзів Тацуя демонструє кричущий фаворитизм по відношенню до своєї сестри, який називають «комплекс сестри».
Тацуя розумний і аналітичний. Його емоції просто перекіс у певному напрямку, завдяки цьому він може легко і швидко класифікувати людей на дві відмітні групи: ворожі та не ворожі (нормальні люди бачать 3 типи:. ворожі, нейтральні та дружні). Це дуже зручно для його військової та політичної діяльності та всього, що пов'язано з конфліктами.
- Міюкі Сіба (яп. 司波 深雪)

Центральний жіночий персонаж. Прекрасна, красива та струнка 16-річна дівчина. Може бути доблесною та грізною, через її відкритість, скромність, добре виховані манери та поведінку, в поєднанні з прекрасною, гарною зовнішністю, Міюкі популярна не тільки серед першокурсників своєї школи, але і серед жінок і старшокласників, і магів з інших шкіл.
Незнайомці, як правило, просто німіють або схвильовані через її присутність. Її слова та пересування повністю відрізняються від Тацуї. До Міюкі можна підібрати японський термін ямато надесіко, що означає «персоніфікація ідеалізованої японки» або «втілення чистої, жіночної краси». Краса Міюкі підкреслена та визнана більшістю персонажів, як чоловіками, так і жінками, як рівних. Навіть Тацуя, який є її братом, в захваті від неї, незважаючи на обмежені емоції. Міюкі не дискримінує другий курс і дружить з Ерікою і Мідзукі. Міюкі має невеликий пустотливий бік свого характеру. Вона дражнить Мікіхіко та Мідзукі тим, як вони говорять один з одним.
Міюкі постійно фліртує зі своїм братом не сестринською любов'ю та журиться, що почуття до Тацуї заборонені, а вона народилася його маленькою сестрою, явно показуючи, що хоче мати романтичні стосунки з ним. Думка про одруження чи стосунки з іншим хлопцем відштовхує і викликає огиду в Міюкі. Причому це не біологічна проблема, а психологічна, в глибині серця Міюкі, єдиний, хто може доторкнутися до неї, є Тацуя. Її любов до брата зросла такою мірою, що вона буде готова запропонувати йому серце і тіло, якщо Тацуя захоче. Він для неї центр її світу, віна відверто боїться, що одного разу вони розстануться.
Як талановитий маг і кандидат на пост майбутнього керівника клану Йоцуба, вона незадоволена лестощами і компліментами, бо багато з них покриті сумішшю ревнощів, заздрості і злого наміру. Тим не менш, вона завжди наповнена блаженством, коли Тацуя робить компліменти їй. Міюкі надзвичайно чутлива, коли справа доходить до місцезнаходження її брата. Їй сильно не подобається факт того, що люди не бачать реальної цінності Тацуї. Дівчина відчуває себе винною і жалкує про те, що вона причина «прикутості» брата. Міюкі отримує величезне задоволення ретельно дбати про Тацую. Вона сердиться замість нього, дратується і ревнує, коли інші дівчата товпляться навколо Тацуї через свої власні почуття до нього. Часто вона тоді мимоволі знижує температуру навколо себе.
- Еріка Чіба (яп. 千葉 エリカ)

Один із основних жіночих персонажів, молодша дочка сім'ї Тіба, однієї з сімей на вершині Ста сімей. Еріка описується як красива молода дівчина з коротким, яскравим, червоно-помаранчевим волоссям, яке стало більше з плином часу і заплітається в хвіст.
Вона яскрава, оптимістична людина, яка захоплюється легко. Навіть до людей, з якими вона щойно познайомилася, звертається по-дружньому. Її відвертість і, здавалося б, зверхнє ставлення часто дають їй перемогу в незліченних суперечках. Вона має приємне ставлення і може легко ладити з ким завгодно. Описує себе як людину, яка у початковій і середній школі провела більшу частину свого часу на самоті. Її старі друзі називали її холодною і казали, що вона діяла, як химерна кішка, в той час як інші відзначають, що Еріка вчиняє високо та могутньо. Там було багато хлопчиків, які хотіли бути у відносинах з нею, але не надовго. Вона вважає, що не зможе бачити себе з кимось протягом 24 годин на день. Має звичку казати про себе в третій особі. При цьому з розвитком сюжету натякується, що її приваблює Тацуя і відчуває, що вона змінилася через нього.
Еріка показує кричущий антагонізм по відношенню до Ватанабе Марі, бо вважає, що остання не підходить, щоб бути з її старшим зведеним братом.
- Мідзукі Сібата (яп. 柴田 美月)

Один із основних жіночих персонажів, студентка 2 курсу Першої старшої школи. Зустріла Тацую в перший день навчання, коли останній зробив висновок, що повинен побоюватися «очей» дівчини. Пізніше вони стали друзями після спільного проведення часу.
Мідзукі описується, як боязка на вид дівчина, що носить окуляри. Для своєї епохи носіння окулярів для дівчаток — рідкісна річ, тому що процедура корекції зору вже отримала широке поширення. Тацуя правильно зробив висновок, що її окуляри насправді для того, щоб скоротити її підвищену чутливість до псіонів і пусіонів енергії, дозволяючи її «кришталевим очам» сприймати приховану ауру і точний характер духів. Вона також має великі груди і пишну фігуру.
Незважаючи на сором'язливість, Мідзукі втратила самовладання через грубі дії студентів 1 курсу протягом першого шкільного дня, коли група наполегливо намагалася отримати Міюкі. Вона спровокувала Морісакі Шуна, один з лідерів студентів Блум студентів.
Мідзукі також розглядається як невинна довірлива людина, тому що сприйняла романтичний стьоб Тацуї і Міюкі серйозно, незважаючи на зізнання хлопця, що він тільки жартував з цього приводу.
Має почуття до Йосіди Мікіхіко.
- Леонхарт Садзьо (яп. 西城 レオンハルト), скор. Лео

Один із основних чоловічих персонажів. Найперший хлопець-студент, який познайомився з Сібою Тацуєю в день реєстрації, і з тих пір став його компаньйоном і близьким другом. Член альпіністського клубу.
Лев володіє типовими німецькими рисами, в нього каштанове волосся, зелені очі й атлетичне тіло. Він також вважається зібрав інтереси кількох дівчат. Під час реєстраційного дня Лео представився, що його батько наполовину японець, а мати на чверть японка. Його дід був частиною німецьких магів, чиї фізичні можливості були збільшені за допомогою генної інженерії, і той став одним з небагатьох, хто вижив з першого покоління.
Він має безтурботну особистість і яскравий характер поряд з відвертим і безпосереднім відношенням, яке часто отримує гору над ним у палких суперечках з Чібою Ерікою. Він також той, кого можна легко переконати і мотивувати, щоб зробити якусь послугу, паралельно він може бути неосвіченим в деякому роді, проте паралельно він мужній і запальний чоловік.
Однак, як нащадок Fortress Series Magician, Лео боїться зійти з розуму і вмерти рано, оскільки багатьох з першого покоління очікувала така доля. У спробі уникнути цього хлопець намагається контролювати свої пориви, як і його дід, який прожив природну тривалість життя.
- Мікіхіко Йосіда (яп. 吉田 幹比古)

Один із основних чоловічих персонажів. Спочатку він мав коротке камео в першій арці ранобе, хто вийшов з класу протягом дня реєстрації. Детальніше представлений в першому розділі третього тому, як друг дитинства Еріки, з його роллю, яку пізніше ввели як один з безцінних символів серед кола друзів Сіби. На другий рік він переведений на 1 курс у зв'язку з перестановками студентів, пов'язаних з програмою навчання магів.
Мікіхіко спочатку описаний як худий, нервовий, але перспективний хлопець під час його короткого появи в першому томі в день реєстрації, коли він вийшов з класу, пропускаючи керівництво на відміну від інших своїх однокласників.
У сцені в першому розділі третього тому, що служить його офіційним впровадженням в сюжет, незважаючи на його стрункість, він зображений як добре збудована атлетична людина.
Мікіхіко крайній у своїй відчуженості і його жодного разу не бачили, розмовляючи з ким-небудь у своєму класі, що робить його антисоціальним. Але насправді він просто сором'язлива людина. Проявляє інтерес до унікальних очей Сібати Мідзукі, який пізніше переростає в романтичні почуття до самої Мідзукі.
Він серйозна людина, іноді схильна до тривожності, що випливає з його переконань, що він повинен, але не може володіти магії так само, як і раніше. За його власним визнанням, це робить його невпевненим у собі. Поступово хлопець починає відкриватися і довіряти іншим, до того, що він навіть розкриває секрети своєї власної магії своїм найближчим друзям. Пізніше він повертає довіру, до себе, але не втрачає щирості і перспектив, які отримав від своєї боротьби.
- Хонока Міцуї (яп. 光井 ほのか)

Один із основних жіночих персонажів. Після того, як Тацуя прикрив інцидент, вона вибачилася і представилася, вона попросилася погуляти з ним і всіма іншими, ставши одним з найближчих друзів разом зі своєю найкращою подругою Сідзуку.
Хонока характеризується як людина, чий зовнішній вигляд може легко балансувати на межі дотепності. На початку Міцуї з'явилася, як одна з небагатьох людей, які не є дискримінаційними по відношенню до другого курсу, але вона не розуміла, чому Тацуя, який повинен був мати дивовижний контроль магії, незрозуміло як опинився не на першому курсі. Не вказано, чи була вона прибічником елітарності, проте вона майже використала магію світло-типу, щоб зупинити групу Морісакі Шуна протягом першого дня в школі.
У спін-офф манзі Mahouka Koukou no Yuutousei остаточна версія першого дня інциденту показана ясніше. Хонока виявилася однією з небагатьох першокурсниць, які не є дискримінаційними по відношенню до студентів 2 курсу, але Морісакі неправильно зрозумів її намір. Було показано, що вона збиралася використати магію освітлення, щоб викликати миттєву сліпоту. Бої між двома групами зупинилися б тоді.
На відміну від Сідзуку Хонока тендітніша і має надчутливу реакцію. Вона кохає Тацую і зізналася одного разу, але дізнавшись про його обставини, не піднімала цю тему більше. Тим не менш, відзначено, що з тієї ночі її відповіді і міміка в напрямку Тацуї тільки посилилися. Вона продовжує демонструвати свою прихильність до Тацуї, даючи йому валентинів шоколад на день народження.
В неї є інтерес до кіно, зокрема, до Савамури Макі, відомого актора, що знявся у фільмі «Течії літа», коли дівчина була присутня на домашній вечірці Сідзуку.
- Сідзуку Кітаяма (яп. 北山 雫)

Один із основних жіночих персонажів. Це дівчина, чиї обличчя і голос досить незворушні. Для Сідзуку характерні риси куудере. Коли Хонока і вона почали дружити з групою Тацуї, вона тільки коментувала події з периферії, але поступово почала виражати себе відкрито.
Вона проста і прямолінійна, вона також мало показує емоції, що й Тацуя іноді плутає, чи вона серйозна, чи ні, але після звикання хлопець зрозумів, що дівчина просто ніколи не бреше. У гіршому випадку вона просто мовчить. Глибоко піклується про своїх друзів. Коли Хонока говорить їй, що любить Тацую, Сідзуку намагається з усіх сил, щоб у її подруги був шанс, але в той же час сильно турбується і піклується про почуття Міюкі. Можливо, через її мовчазний характер або тому, що Хонока найкраща подруга, Сідзуку чутлива, тактовна і поведінково наглядова за іншими людьми.
Роса має хороші очі, коли справа доходить до значень людей. Таким чином, вона не має ніякої дискримінації по відношенню до студентів 2 курсу і легко взаємодіє з ними. Також розуміє реальне значення Тацуї, поважає його та намагається перетягнути на свій бік для бізнесу своєї сім'ї.
Вона молода дівчина з великим запалом в магії і віддана шанувальниця заходу Код Моноліту. Маг з чудовою магічною силою і є однією з найкращих серед однолітків. Вона має бажання бути сильнішим магом і вважає власні магічні здібності високими, таким чином, коли вона отримує поразку від Міюкі, це для неї великий удар.
- Маюмі Саегуса (яп. 七草 真由美)

Один із основних жіночих персонажів, спочатку президент студради Першої старшої школи. Найперша людина (за винятком Міюкі), яка розмовляє з Тацуєю під час першого дня навчання.
Маюмі — 19-річна молода дівчина, відома своєю красою. Як заявлено в ході її внутрішнього монологу, вона перестала рости в третьому класі середньої школи, що робить її трохи нижче середнього зросту (155 см). Попри її невисокий зріст, її груди великі по відношенню до зросту. Маюмі характеризується як людина з особистістю в жіночий бік, вона піклується про інших і прекрасно відповідає всім вимогам «старшої сестри». Вона досить впевнена у своїй зовнішності та красі.
Вважається чудом у магічному співтоваристві, її називають «Ельфійський снайпер» за її талант у довгостроковій точній стрільбі. Також відома як «Ельфійська принцеса» через свою красу та магічні здібності. Входить у трійцю найсильніших студентів Першої старшої, включаючи Дзюмондзі Катсуто і Ватанабе Марі. Будучи студенткою першого потоку, охоче визнає свої власні помилки і є однією з тих, хто показує невдоволення з приводу очевидної дискримінації у школі, заявляє про намір змінити ситуацію.
Донька Саегуси Коїчі, глави сім'ї від його другої дружини після того, як перша померла. Саегуса має в назві цифру сім (яп. 七) і є однією з двох найвпливовіших сімей серед Десяти Кланів. Має двох старших зведених братів і дві молодші сестри-близнючки, Ідзумі і Касумі, що робить її настаршою дочкою від основної сім'ї та третьою дитиною.
Тацуя для дівчини спочатку є унікальною особистістю з надзвичайними навичками і магічними знаннями, що для неї є захоплюючим. Незважаючи на соціальне становище в ролі третьої дитини в сім'ї Саегуса, вона загалом несхвально ставиться до лестощів, проте ніяковіє та стає схвильованою кожного разу, коли Тацуя хвалить її. Протягом усього ранобе (в аніме та манзі) робиться наголос на тому, що в Маюмі до Тацуї сильні почуття. Вона номінує його на участь в дисциплінарному комітеті, в команду техніків під час участі в Турнірі дев'яти шкіл, захищає його здібності у використанні клавіатури. Під час конкурсу «Моноліт» Саегуса відверто панікує, коли Тацуї вдається оговтатися від смертельної атаки після перемоги над Масакі. Маюмі засмучена та ревнує, якщо хлопець робить компліменти іншим дівчатам чи коли вони залишаються наодинці. Спочатку діє сором'язливо навколо Тацуї, як вона завжди робить у присутності інших людей, проте поступово показує справжню природу — дитячі чи пустотливі тенденції, як це показано у випадку з гірким валентиновим шоколадом, що вона дала Тацуї і Хатторі. Пізніше дізнається про статус Спеціального лейтенанта 101-го батальйону та обіцяє нікому не розповідати про його надздібності та таємниці. Під час подій 13 тому ранобе Тацуя бачив Маюмі в центрі моди в купальнику. Після смерті Накури звертається до нього замість Дзюмондзі. Розмовляючи про Сібу, Марі відверто акцентує закоханість Маюмі щодо хлопця, що Маюмі заперечує слабо і непереконливо.
Її батько в даний час вирішує, за кого хоче видати її заміж і коливається між двома варіантами — Іцува Хірофумі; старший син і спадкоємець клану Іцува, і Дзюмондзі Катсуто; спадкоємець клану Дзюмондзі. Але Саегуса сумнівається в першому, а з другими її пов'язують строго ділові стосунки. Сам же Катсуто відверто запропонував Тацуї увійти в Десятку головних кланів після перемоги над Ічідзьо Масакі, одружившись з Маюмі або однією з її сестер.
- Ватанабе Марі (яп. 渡辺 摩利)

Спочатку студентка третього року Першої старшої школи магії, голова дисциплінарного комітету, пізніше стала студентом Університету національної оборони. Була членом тріумвірату трьох найсильніших учнів Першої старшої.
Сім'я Ватанабе є частиною Ста сімей. Вони походять від генерала Ватанабе Цуна з мирного часу. На відміну від сімей Чійода та Ісорі сім'я Ватанабе знаходиться в хвостовій частині Ста сімей і, отже, Марі не доводиться часто мати справу з політиками і ворогами, як це роблять інші родини. Вона почала навчатися в Першій старшій разом з Катсуто і Маюмі.
Марі — 19-річна молода, красива дівчина середнього зросту з коротким чорним волоссям і коричнево-золотими очима. Близька подруга Саегуси. Вона була призначена керівником дисциплінарного комітету через свою жорсткість, спортивну особистість і передовий досвід у бою. Марі має яскраво виражену ауру старшої сестри, і її так називають навіть підлеглі в комітеті, тому вона постійно сердиться. Ватанабе строга та відверта, по суті, того ж типу, що й Чіба Еріка, але більш терпляча. Дівчина інколи може бути трохи брутальною і різкою з іншими, але вона добра людина, і в моменти жіночої слабкості — наприклад, коли вона зі своїм хлопцем Наоцугу чи випадок у лазареті — стає м'якою та червоніє.
Марі довіряє Тацуї і розглядає його як дуже здібну особистість, незважаючи на утримання секретів від неї. Є одним з небагатьох людей, хто дражнить Тацую, часто кокетливо, проте він зазвичай або ігнорує її, або змінює ситуацію, в результаті чого Марі сама червоніє від збентеження. Пізніше дізнається, що він був солдатом, який обіймає посаду Спеціального лейтенанта. Вона знає про почуття Маюмі до Тацуї і в томі 17 намагається прояснити відносини між ними.
- Ічіхара Судзуне (яп. 市原 鈴音)

Спочатку студентка третього року Першої старшої школи, скарбник студради, пізніше студент Університету Магії. Була відповідальна за оперативний штаб протягом Турніру дев'яти шкіл і головним представником під час конкурсу дисертацій. Маюмі ставиться до неї, як «Рін-чан».
Судзуне зображена, як людина з суворим обличчям, проте вона добра, уважна, зріла та прониклива красива дівчина. У неї високі аналітичні здібності, кілька разів Тацуя похвалив її за талант в розумінні механіки магії, яку вона бачила тільки один раз. Судзуне вважає себе не дуже талановитим оратором, тому під час обговорення утримується від коментування, якщо немає нагальної потреби.
Судзуне є нащадком родини Ічіхана, екстра-родини, що втратила свій номер. За часів її батьків дискримінація та нетерпимість лютували в молодості, і батько Судзуне сильно постраждав від магічної спільноти. Вони завжди приховували факт, що сім'я Ічіхара колись була екстра сім'ї Ічіхана.
Як і Тацуя, дівчина мріє про звільнення магів від долі людиноподібної зброї, щоб їх повноваження не використовувалися у військових цілях, інтегруючи магію в економіку. Ічіхара знає про почуття Маюмі до Тацуї та про почуття Хатторі до Маюмі. Пізніше дізнається про статус Тацуї як Спеціального лейтенанта.

## Медіа

### Ранобе
Серія була спочатку опублікована у вигляді веброману, починаючи серіалізацію 12 жовтня 2008. Це другий веброман після Sword Art Online, придбаний ASCII Media Works, перший роман у невеликому обсязі, виданий 10 липня 2011 під лейблом Dengeki Bunko. 14 томів опубліковані станом на вересень 2014. У 2012 він був четвертим бестселером серії ранобе з 696 322 оцінками продажів в Японії; в 2013 він став третім найкращим продаваним ранобе, згідно з оцінками продажу 947 772 і 3 150 000 примірників у друкованому вигляді загалом.
| №  | Назва                                                                     | Дата виходу       | ISBN                   |
| -- | ------------------------------------------------------------------------- | ----------------- | ---------------------- |
| 1  | Enrollment Arc (I) (入学編〈上〉 Nyūgaku-hen (Jō))                        | 10 липня 2011     | ISBN 978-4-04-870597-4 |
| 2  | Enrollment Arc (II) (入学編〈下〉 Nyūgaku-hen (Ge))                       | 10 серпня 2011    | ISBN 978-4-04-870598-1 |
| 3  | Nine Schools Competition Arc (I) (九校戦編〈上〉Kyūkōsen-hen (Jō))        | 10 листопада 2011 | ISBN 978-4-04-870998-9 |
| 4  | Nine Schools Competition Arc (II) (九校戦編〈下〉Kyūkōsen-hen (Ge))       | 10 грудня 2011    | ISBN 978-4-04-870999-6 |
| 5  | Summer Holiday Arc +1 (夏休み編+1 Natsuyasumi-hen +1)                     | 10 квітня 2012    | ISBN 978-4-04-886522-7 |
| 6  | Yokohama Disturbance Arc (I) (横浜騒乱編<上> Yokohama Sōran-hen (Jō))     | 10 липня 2012     | ISBN 978-4-04-886700-9 |
| 7  | Yokohama Disturbance Arc (II) (横浜騒乱編<下> Yokohama Sōran-hen (Ge))    | 10 вересня 2012   | ISBN 978-4-04-886701-6 |
| 8  | Recollection Arc (追憶編 Tsuioku-hen)                                     | 10 грудня 2012    | ISBN 978-4-04-891158-0 |
| 9  | Visitor Arc (I) (来訪者編＜上＞ Raihōsha-hen (Jō))                        | 10 березня 2013   | ISBN 978-4-04-891423-9 |
| 10 | Visitor Arc (II) (来訪者編＜中＞ Raihōsha-hen (Chū))                      | 7 червня 2013     | ISBN 978-4-04-891609-7 |
| 11 | Visitor Arc (III) (来訪者編＜下＞ Raihōsha-hen (Ge))                      | 10 серпня 2013    | ISBN 978-4-04-891610-3 |
| 12 | Double Seven Arc (ダブルセブン編 Daburu Sebun-hen)                        | 10 жовтня 2013    | ISBN 978-4-04-866003-7 |
| 13 | Steeplechase Arc (スティープルチェース編 Sutīpuruchēsu-hen)               | 10 квітня 2014    | ISBN 978-4-04-866507-0 |
| 14 | Ancient City Insurrection Arc (I) (古都内乱編＜上＞ Koto Nairan-hen (Jō)) | 10 вересня 2014   | ISBN 978-4-04-866860-6 |

### Манґа
Манґа-адаптація авторів Фуміно Хаясі і Цутому Сато з ілюстраціями Цуни Кітауми тривала у сьонен-журналі GFantasy видавництва Square Enix з 11 грудня 2011 по 18 вересня 2013; це адаптація першої арки ранобе. Була зібрана в чотирьох томах, опубліковані 27 грудня 2013. Манґа-адаптація другої арки почала серіалізацію в тому ж журналі з 18 жовтня 2013, ілюстрації Цуни Кітаумі.
Спін-офф манга Mahōka Kōkō no Yūtōsei з ілюстраціями Ю Морі розпочалася 27 квітня 2012 у журналі Dengeki Daioh.

### Аніме
Аніме-адаптація студії Madhouse тривала на телеканалах Tokyo MX, GTV і GYT з 5 жовтня 2014 р. і пізніше на MBS, CTC, tvk, TVS, TVA, TVQ, TVh, AT-X і BS11. Перший опенінг «Rising Hope» виконує LiSA, перший ендінг «Millenario» — Elisa. Другий опенінг «Grilletto» — Garnidelia, другий ендінг «Mirror» — Рей Ясуда. Аніме ліцензовано для показу Aniplex of America.

## Критика
Рейтинг на сайті World-Art — 8,3/10.